# 잭 고어
잭 고어(Jack Gore, 2005년 5월 19일 ~ )는 미국의 아역 배우, 텔레비전 배우이다.
뉴욕에서 태어났다.

## 영화
- 허드 앤 씬 (2021년) - 콜 역
- 림 오브 더 월드 (2019년)
- 미스터 앤 미스터 대디 (2018년) - 빌 역
- 원더 휠 (2017년) - 리치 역
- 페르디난드 (2017년) - 어린 발리엔테 목소리 역
- 모든 비밀스러운 것들 (2014년) - 타미 역